# Torneo de Monterrey 2019
El Abierto GNP Seguros 2019 fue un torneo de tenis femenino jugado en cancha duras al aire libre. Fue la 11.ª edición del Abierto de Monterrey, un torneo WTA International. Se llevó a cabo en el Club Sonoma en Monterrey, México, del 1 al 7 de abril.

## Distribución de puntos
| Modalidad           | Campeona | Finalista | Semifinales | Cuartos de final | 2ª ronda | 1ª ronda | Clasificadas | 3ª ronda de clasificación | 2ª ronda de clasificación | 1ª ronda de clasificación |
| Individual femenino | 280      | 180       | 110         | 60               | 30       | 1        | 18           | 14                        | 10                        | 1                         |
| Dobles femenino     | 280      | 180       | 110         | 60               | -        | 1        | -            | -                         | -                         | -                         |

## Cabezas de serie

### Individuales femenino
| Tenista                   | Ranking | Preclasificada |
| Angelique Kerber          | 4       | 1              |
| Garbiñe Muguruza          | 17      | 2              |
| Anastasiya Pavliuchenkova | 33      | 3              |
| Alison Riske              | 45      | 4              |
| Victoria Azarenka         | 46      | 5              |
| Kirsten Flipkens          | 56      | 6              |
| Kristina Mladenovic       | 68      | 7              |
| Magdaléna Rybáriková      | 73      | 8              |

- Ranking del 18 de marzo de 2019.[2]

### Dobles femenino
| Tenista                            | Ranking | Preclasificada |
| Miyu Kato Makoto Ninomiya          | 75      | 1              |
| Lara Arruabarrena Dalila Jakupović | 82      | 2              |
| Asia Muhammad María Sánchez        | 119     | 3              |
| Nao Hibino Desirae Krawczyk        | 120     | 4              |

## Campeonas

### Individual femenino
Garbiñe Muguruza venció a  Victoria Azarenka por 6-1, 3-1, ret.

### Dobles femenino
Asia Muhammad /  María Sánchez venció a  Monique Adamczak /  Jessica Moore por 7-6(7-2), 6-4